# 스티븐 밀러 (고문)

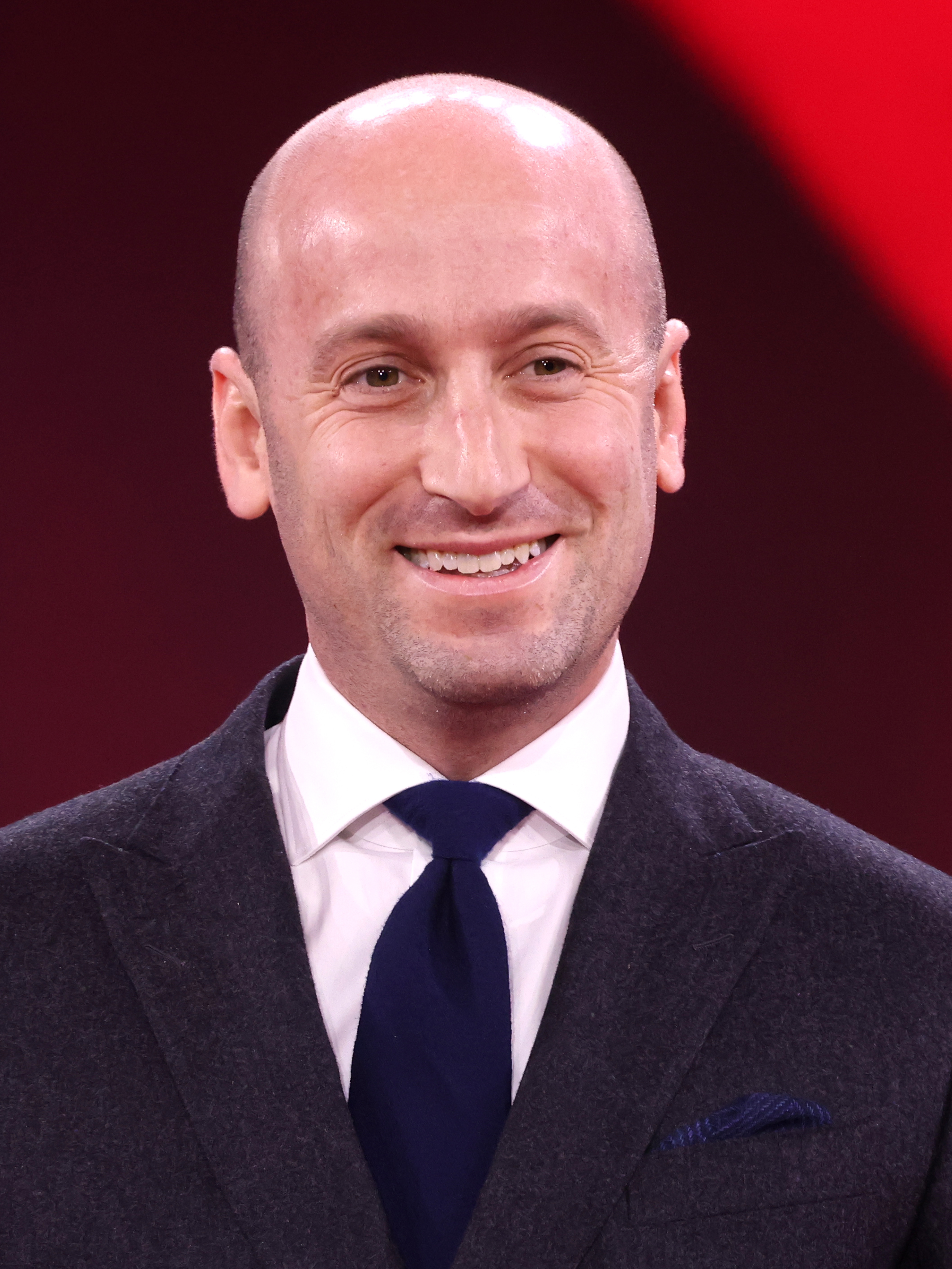
2025년 밀러

스티븐 밀러(Stephen Miller, 1985년 8월 23일~)는 미국의 정치 고문으로, 2025년부터 백악관 정책 부비서실장 겸 제12대 미국 국토안보보좌관으로 재직 중이다. 공화당 소속인 그는 이전에 도널드 트럼프 대통령의 첫 임기 동안 선임 정책 고문 겸 백악관 연설문 작성 책임자를 지냈다. 그의 정치는 극우와 반이민으로 묘사된다.
듀크 대학교를 졸업한 밀러는 젊은 시절 데이비드 호로비츠의 학문의 자유를 위한 학생들 듀크 지부 회장을 역임하고 학교 신문에 보수 칼럼을 기고하며 보수 운동에 참여했다. 졸업 후에는 정치 경력을 쌓기 시작하여 처음에는 미국 하원의원 미셸 바크먼과 존 섀데그의 보도 담당 비서로 일했다. 2009년에는 제프 세션스 상원의원의 공보국장이 되었고, 세션스는 나중에 트럼프 대통령 하에서 법무부 장관이 되었다. 2016년 그는 도널드 트럼프의 대통령 선거 운동에 합류했으며, 나중에 트럼프 1기 행정부에 대통령 선임 고문 및 백악관 연설문 작성 책임자로 합류했다.
트럼프의 연설문 작성자로서 밀러는 트럼프의 2017년 취임 연설 작성을 도왔다. 그는 트럼프 대통령 초기부터 핵심 고문이었다. 이민 강경파인 밀러는 트럼프의 여행 금지령, 행정부의 미국 난민 수용 축소, 그리고 트럼프의 이민자 아동 부모 분리 정책의 주요 저자였다. 그는 난민이 정부 수입에 순수하게 긍정적인 영향을 미친다는 내부 행정부 연구 결과의 발표를 막았다. 밀러는 이민에 대해 충분히 강경하지 않다고 생각했던 커스틴 닐슨 미국 국토안보부 장관의 2019년 4월 사임에 핵심적인 역할을 한 것으로 알려졌다.
백악관 대변인으로서 밀러는 여러 차례 광범위한 부정 선거에 대해 거짓되고 근거 없는 주장을 했다. 2019년 11월에 유출된 이메일은 밀러가 백인 민족주의 출판물인 VDARE와 아메리칸 르네상스의 기사를 홍보했으며, 음모론을 지지했음을 보여주었다. 밀러는 남부빈곤법률센터의 극단주의자 목록에 올라 있다. 트럼프 1기 행정부를 떠난 후, 그는 아메리카 퍼스트 법률재단을 설립했다. 2024년 11월, 밀러가 트럼프의 두 번째 임기에서 정책 담당 부비서실장 겸 국토안보보좌관으로 2025년 1월 20일에 취임할 것이라고 발표되었다. 그는 국토안보보좌관으로 재직한 최연소 인물이자 이 직책을 맡은 최초의 밀레니얼 세대이다. 트럼프의 두 번째 임기에서 밀러는 가장 강력한 트럼프 행정부 관료 중 한 명이자 수많은 정책의 핵심 저자로 부상했다.

## 초년 시절
밀러는 1985년 8월 23일 샌타모니카에서 부동산 투자자 마이클 D. 밀러와 미리암(결혼 전 성 글로서)의 세 자녀 중 둘째로 유대인 가정에서 태어나 자랐다. 그의 어머니 조상 루이스 W. 글로서(원래 이름은 볼프-리브 글로서 또는 글라처/글로처)와 그의 아내 베시는 현재 벨라루스에 있는 러시아 제국의 안토폴에서 1903년~1906년 반유대인 포그롬을 피해 미국으로 이민 왔다. 그의 증조할머니가 1906년 미국에 도착했을 때, 그녀는 동유럽 아슈케나짐의 역사적인 언어인 이디시어만 할 수 있었다. 밀러의 삼촌은 볼프-리브 글로서가 1903년 1월 7일 엘리스 아일랜드에 도착했을 때 주머니에 8달러밖에 없었음에도 불구하고 "폴란드어, 러시아어, 이디시어에 능통했지만 영어는 전혀 이해하지 못했다"고 회상했다.
밀러는 자신의 보수주의를 웨인 라피에르가 쓴 총기 규제 반대 서적인 총, 범죄, 자유 때문이라고 말했다. 밀러는 러시 림보의 책 원래 그런 거야를 가장 좋아한다고 언급했다. 밀러는 졸업 앨범에 시어도어 루스벨트의 말을 인용했다: "50대 50의 미국주의는 있을 수 없다." 그의 멘토 중 한 명인 래리 엘더에 따르면, 밀러는 고등학교 때 이미 아인 랜드와 연방주의자 논집을 읽고 있었다. 데이비드 호로비츠는 밀러의 삶에 큰 영향을 미친 인물이었다. 호로비츠의 인맥은 밀러가 경력을 시작하는 데 도움이 되었다. 밀러는 호로비츠를 초청하여 고등학교에서, 나중에는 듀크 대학교에서 연설하게 하려 했으나, 두 기관 모두 이 행사를 거부했다.
밀러에 대한 책을 쓴 진 게레로는 이러한 변화가 가족의 격변과 일치한다고 언급했다. 그의 아버지 마이클이 재정적 어려움에 직면하면서 밀러는 부유한 동네에서 이사하여 다양한 공립학교인 샌타모니카 고등학교에 다닐 수밖에 없었다. 밀러는 여러 차례 발언과 행동으로 급우들을 격분시켰는데, 그중 다수는 소수 인종 학생들을 겨냥한 것이었다. 그는 라틴계 학생들에게 영어만 사용하라고 말했다. 초기에 밀러는 보수 토크 라디오에 출연하기 시작했다. 엘더는 밀러를 자신의 라디오 쇼에 총 69번 초대했다고 전해진다. 밀러는 2002년 산타모니카 아웃룩에 학교의 다문화주의와 9·11 테러에 대한 반응에 대해 불평하는 편지를 썼다.
2007년, 밀러는 듀크 대학교에서 정치학 학사 학위를 받았다. 그는 호로비츠의 학문의 자유를 위한 학생들 듀크 지부 회장을 역임하고 학교 신문에 보수 칼럼을 기고했다. 밀러는 듀크 라크로스 강간 사기 사건에서 잘못 고발된 학생들을 옹호하여 전국적인 주목을 받았다. 듀크 대학교 재학 중 밀러는 "이슬람 파시즘 인식 주간"을 조직했으며 시인이자 민권 운동가인 마야 앤절로를 "인종적 편집증"이라고 비난하고 학생 단체인 아스틀란 치카노 학생 운동 (MEChA)을 "인종 우월주의를 믿는 급진적인 히스패닉 민족주의 단체"라고 묘사했다.
밀러와 듀크 보수 연합은 당시 듀크 대학원생이었던 공동 회원 리처드 스펜서를 2007년 3월에 열린 이민 정책 토론회에서 자금 조달 및 홍보를 도왔다. 이 토론회는 개방 국경 운동가이자 오리건 대학교 교수인 피터 라우퍼와 반이민 웹사이트 VDARE의 창립자인 언론인 피터 브리멜로 간에 열렸다. 스펜서는 나중에 백인 우월주의 운동의 중요한 인물이자 국가 정책 연구소의 회장이 되었으며, "대안우파"라는 용어를 만들었다. 2016년 인터뷰에서 스펜서는 자신이 듀크에서 밀러의 멘토였다고 말했다. 그들의 긴밀한 관계를 묘사하며 스펜서는 트럼프에게 해를 끼칠까 봐 "아무도 이 이야기를 하지 않아 다행이다"라고 말했다. 나중에 블로그 게시물에서 그는 관계가 과장되었다고 말했다. 밀러는 자신과 "스펜서 씨는 전혀 관계가 없으며", 그의 견해를 "완전히 거부하고 그의 주장은 100% 거짓이다"라고 말했다.
듀크 대학교의 전 선임 부총장 존 버네스는 2017년 2월 롤리 뉴스 & 옵저버에 밀러가 듀크에 있을 때 "자신과 의견이 다르면 그들의 생각이 사악하거나 어리석다고 생각하는 것처럼 보였다. 믿을 수 없을 정도로 불관용적이었다"고 말했다. 뉴스 & 옵저버의 제인 스탠실에 따르면, 듀크 라크로스 강간 사기 사건 동안 밀러는 "선수들이 무죄라고 주장하는 외로운 목소리"였다. 역사 교수 KC 존슨은 이 사건 동안 듀크의 분위기가 "솔직하게 말하는 데 도움이 되지 않았다"고 묘사하며 밀러의 역할을 칭찬했다. "많은 용기가 필요했고, 그 점은 칭찬받아야 한다"고 말했다. 밀러는 자신의 학교 신문 칼럼인 "밀러 타임"의 대부분을 다른 어떤 주제보다 라크로스 스캔들에 할애했다.

## 초기 경력

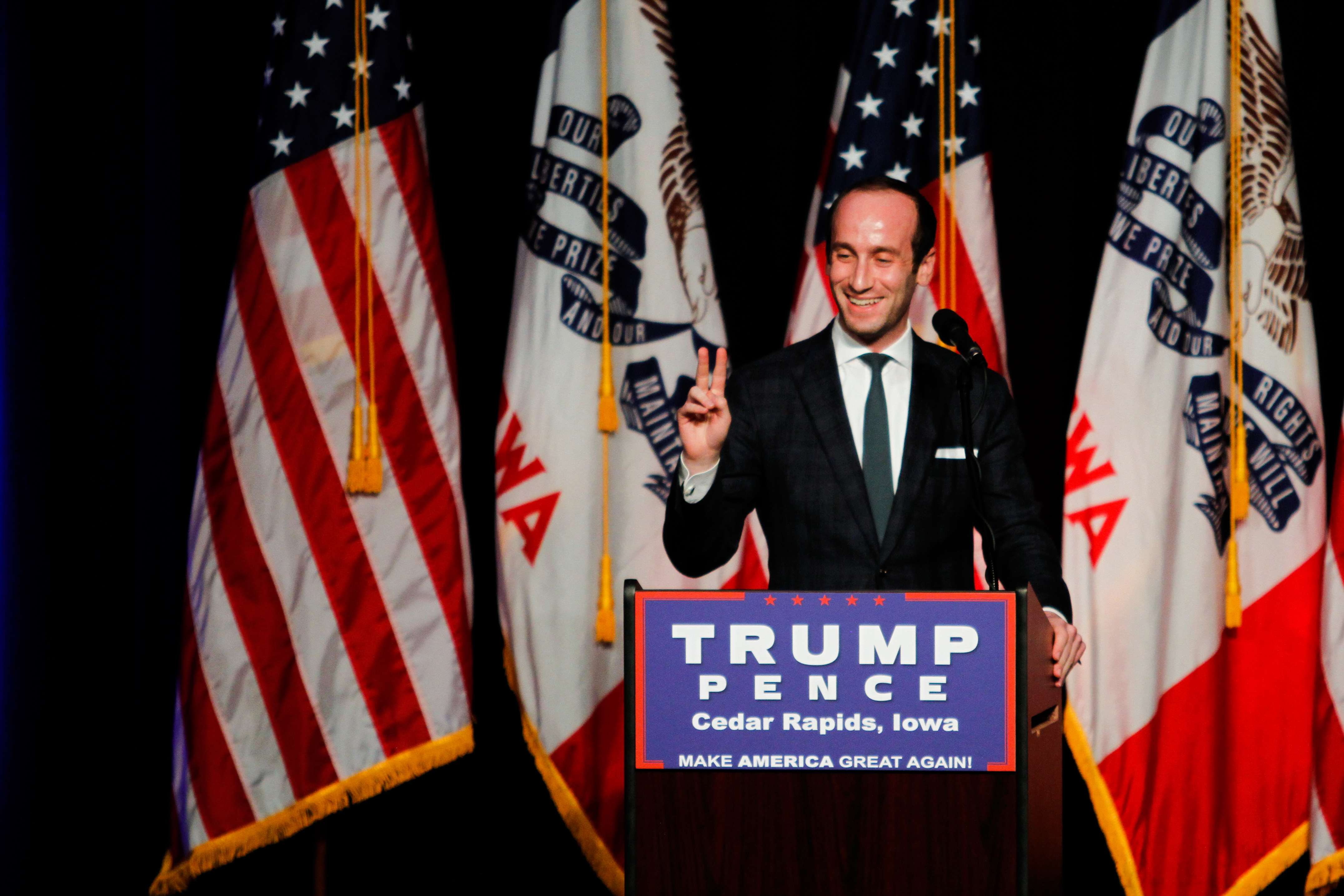
2016년 7월 28일 트럼프 선거 운동 집회에서 밀러, 시더래피즈

대학을 졸업한 후, 밀러는 데이비드 호로비츠의 연결로 티파티 공화당원인 미셸 바크먼 하원의원의 보도 비서로 일하기 시작했다. 밀러의 바크먼을 위한 대부분의 업무는 이민과 관련이 없었지만, 그는 미등록 이민자에 대한 바크먼의 수사를 형성하는 데 도움이 되었다. 바크먼의 지역구 근처에서 미등록 이민자가 학교 버스에 차를 몰아 네 명의 아이를 사망시킨 후, 밀러는 바크먼이 이 사건에 대해 텔레비전에서 이야기하도록 밀어붙였다. 바크먼은 이 사건을 "무법 대 법치"의 예라고 불렀다. 호로비츠는 나중에 밀러가 2009년 초 애리조나주 하원의원 존 섀데그와 함께 일자리를 얻는 데 도움을 주었다.

### 제프 세션스 공보국장
2009년 밀러는 앨라배마주 상원의원 제프 세션스를 위해 일하기 시작했으며, 세션스는 나중에 법무부 장관으로 임명되었다. 밀러는 세션스의 공보국장 자리까지 올랐다. 세션스는 밀러를 미국이민개혁연맹, 넘버스USA, 이민 연구 센터와 같은 반이민 싱크탱크와 헤리티지 재단에 소개했다. 제113대 의회에서 밀러는 8인조의 초당적 이민 개혁 법안을 저지하는 데 중요한 역할을 했다. 공보국장으로서 밀러는 세션스가 법안에 대해 한 많은 연설을 작성하는 일을 담당했다. 밀러는 브라이트바트 뉴스와 같은 보수 언론과 긴밀히 협력하여 반이민 정책을 홍보했다. 이 시기에 그는 브라이트바트 뉴스 공동 창립자인 스티브 배넌과 친분을 맺었다.
2015년 1월, 밀러와 세션스는 신공화당 다수 이민 핸드북을 발간했는데, 이는 버락 오바마 현 민주당 대통령이 2012년 미국 대통령 선거에서 공화당 후보 밋 롬니에게 승리한 후 공화당 전국위원회 (RNC)가 발간한 성장 및 기회 프로젝트의 이민에 대한 더 온건한 입장에 대한 반박이었다. 밀러와 세션스는 밀러가 "국가-국가 포퓰리즘"이라고 묘사하는 것을 발전시켰는데, 이는 세계화와 이민에 대한 반응으로 도널드 트럼프의 2016년 선거 운동에 영향을 미쳤다. 밀러는 또한 공화당 다수당 대표인 에릭 캔터를 실각시킨 데이브 브랫의 성공적인 2014년 하원 선거 운동에도 참여했다.

### 2016년 도널드 트럼프 대통령 선거 운동
2016년 1월, 밀러는 트럼프의 2016년 대선 캠페인에 선임 정책 고문으로 합류했다. 그는 이전에 캠페인에 여러 번 접촉했었다. 그가 처음에는 트럼프의 당선 가능성에 의문을 가졌지만, 배넌은 밀러에게 트럼프가 이길 수 있다고 설득했다. 배넌은 캠페인 매니저 코리 루언다우스키를 설득하여 밀러를 연설문 작성자로 승진시켰다. 2016년 3월부터 그는 캠페인을 대표하여 정기적으로 연설했으며, 트럼프를 위한 "워밍업 액트" 역할을 했다. 밀러는 트럼프가 2016년 공화당 전당대회에서 한 연설을 작성했다. 2016년 8월, 밀러는 트럼프의 경제 정책팀장으로 임명되었다. 밀러는 경제학자 피터 나바로가 캠페인에 전적으로 합류하도록 주로 지지했다.

## 트럼프 1기 행정부 (2017년~2021년)

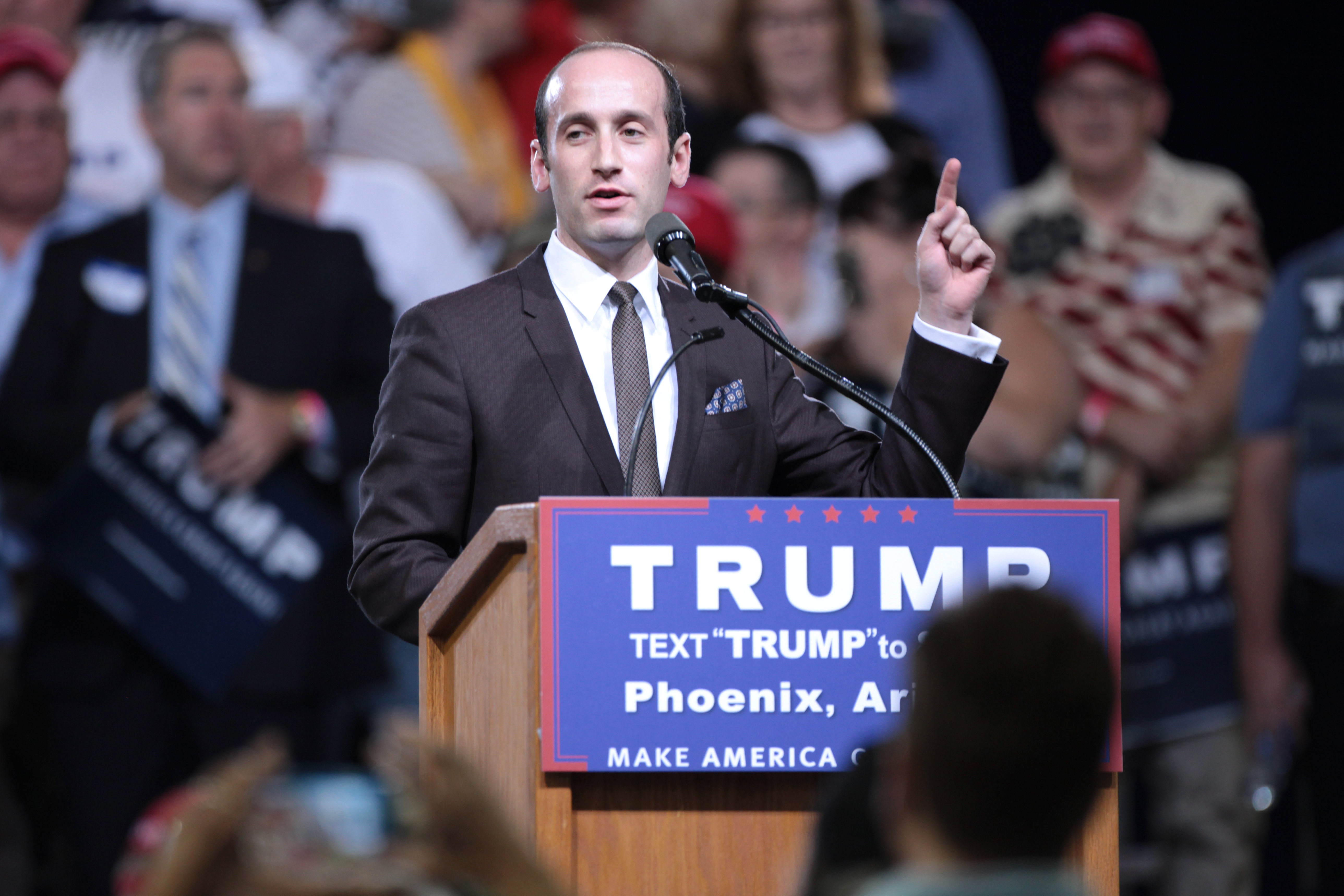
2016년 6월 18일 피닉스에서 열린 트럼프 집회에 참석한 스티븐 밀러

2016년 11월, 밀러는 트럼프의 전환 팀의 국가 정책 이사로 임명되었다. 2016년 12월 13일, 전환 팀은 밀러가 정책 담당 선임 고문으로 재직할 것이라고 발표했다. 트럼프의 연설문 작성자로서 밀러는 트럼프의 2017년 취임 연설 작성을 도왔다. 그는 처음에는 모든 국내 정책을 설정하는 책임을 맡았지만, 곧 이민 정책만 담당하게 되었다. 월스트리트 저널에 따르면, 트럼프는 밀러가 지도자감이라고 생각하지 않아 그를 국토안보부 장관으로 임명하자는 참모들의 제안을 거절했다.
트럼프 대통령 초기에 밀러는 당시 트럼프의 법무장관 지명자였던 세션스와 트럼프의 최고 전략가였던 배넌과 협력하여 행정명령을 통해 이민을 제한하고 피난처 도시를 단속하는 정책을 시행했다. 밀러와 배넌은 법률보다 행정명령을 선호했다. 그들은 7개 무슬림 국가 국민의 미국 여행 및 이민을 제한하고, 미국 난민 수용 프로그램 (USRAP)을 120일간 중단하며, 시리아인의 미국 입국을 무기한 중단하려는 행정명령 13769호 제정에 참여했다. 밀러는 트럼프 행정부가 미국에 수용되는 난민 수를 줄이기로 결정한 배후 인물로 평가된다.
밀러는 배넌과 "이념적 친분"을 공유하며 그와 "오랜 협력 관계"를 맺고 있는 것으로 간주되었다. 그러나 밀러는 2017년 백악관의 다른 인사들에게 배넌이 실각하자 그와 거리를 두었다. 밀러는 2017년 5월 제임스 코미 FBI 국장을 해고하기로 한 트럼프의 결정에 큰 영향을 미쳤다. 밀러와 트럼프는 코미에게 보내는 편지 초안을 작성했지만, 내부 검토와 백악관 법률고문 돈 맥간의 반대로 발송되지 않았다. 그러나 로드 로젠스타인 법무부 부장관에게 사본이 전달되었고, 그는 코미에게 보낼 자신의 편지를 작성했으며, 이는 코미 해고의 이유로 언급되었다. 2017년 11월, 밀러는 코미 해임과 관련하여 로버트 뮬러 특검팀의 조사를 받았다.

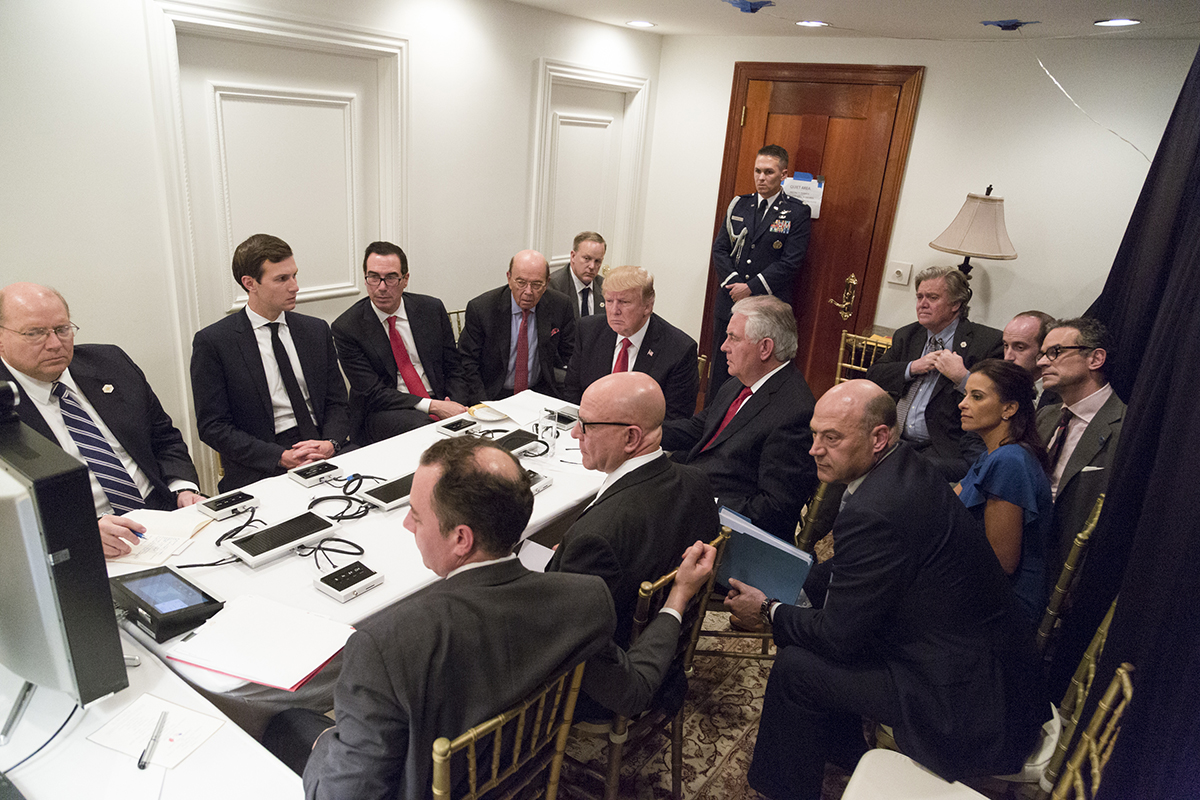
2017년 4월 시리아 미사일 공격 작전 중 밀러 (오른쪽에서 두 번째)

2017년 9월, 뉴욕 타임스는 밀러가 보건복지부의 내부 연구 결과 난민이 정부 수입에 순수하게 긍정적인 영향을 미친다는 보고서를 트럼프 행정부가 대중에게 공개하는 것을 막았다고 보도했다. 밀러는 난민이 가져오는 수입이 아니라 난민의 비용만 공개되어야 한다고 주장했다.
2017년 9월, 밀러와 다른 백악관 관료들은 트럼프에게 DACA를 폐지하도록 성공적으로 압력을 가했다. 2017년 10월, 트럼프는 의회에 이민 개혁 요구 사항 목록을 제시했으며, 멕시코-미국 국경을 따라 더 많은 장벽 건설, 10,000명의 추가 미국 이민세관집행국 요원 고용, 망명 정책 강화, 그리고 미성년자로 도착한 미등록 이민자에 대한 조치(그들은 DACA 정책 폐지 전까지 추방으로부터 보호받았음)에 대한 대가로 피난처 도시에 대한 연방 자금 중단을 요구했다. 뉴욕 타임스는 밀러와 세션스가 이러한 요구 사항을 개발한 트럼프 행정부 관리 중 하나였다고 보도했다. 2018년 1월 11일, 이민 개혁에 관한 오벌 오피스 회의에 민주당 상원의원 딕 더빈과 공화당 상원의원 린지 그레이엄이 참석했는데, 밀러는 톰 코튼과 데이비드 퍼듀를 포함한 반이민 상원의원들을 초대했다.
조시 로긴의 책 "천하의 혼란"에 따르면, 밀러는 트럼프가 중국공산당의 "몰락을 가속화"하기를 원했고, "경제 민족주의, 해외 제조업의 귀환, 자유 무역을 희생해서라도 국내 산업 보호를 믿는" 관리 그룹의 일원이었다. 2018년 초, 밀러는 중국 국적자에게 학생 비자 발급을 중단하여 중국 시민이 미국에서 공부하는 것을 불가능하게 만들 것을 제안했다. 밀러는 중국 스파이 활동을 줄이기 위해 금지 조치가 필요하다고 주장했지만, 또 다른 이점은 트럼프에 비판적인 직원과 학생들이 있는 명문 대학에 피해를 줄 것이라는 점이었다. 트럼프 행정부 내에서 밀러의 아이디어는 무역 고문 피터 나바로의 지지를 얻었지만, 특히 중국 주재 대사인 테리 브랜스태드의 반대에 부딪혔다. 브랜스태드는 그러한 금지 조치가 미국-중국 무역에 해를 끼치고 명문 대학보다 소규모 미국 대학에 더 큰 피해를 줄 것이라고 주장했다.
국토안보부 전직 공무원 마일스 테일러에 따르면, 2018년 4월 밀러는 폴 F. 추쿤프트와 논쟁을 벌이며 미국으로 향하는 이민선에 대한 드론 공격을 옹호했다고 한다. 그는 배에 탄 사람들이 국제 수역에 있어 미국 헌법의 보호를 받지 못한다고 주장했다. 밀러의 대변인은 이 보고서를 부인했다. 2018년 5월, 밀러가 2016년 8월 3일 두 명의 아랍 왕자를 대표하는 조지 나데르, 위키스트랫 CEO 조엘 자멜, 에릭 프린스, 그리고 도널드 트럼프 주니어가 참석한 논란의 여지가 있는 회의에 참석했다는 보도가 나왔다. 뉴욕 타임스는 또한 2017년 11월에 밀러가 선거 운동 중 러시아 정부 관리들과의 논의에 대해 조지 파파도풀로스와 정기적으로 연락을 취했다고 보도했다.
밀러와 세션스는 트럼프 행정부가 미국 국경을 넘는 이민자 자녀를 부모와 분리하기 시작한 결정의 주요 지지자로 묘사되었다. 밀러는 그러한 정책이 이민자들이 미국으로 오는 것을 막을 것이라고 주장했다. 밀러는 국경을 넘는 사람들을 범죄자로 기소하도록 법무부 관리들에게 압력을 가하기 위해 백악관에서 회의를 열었는데, 이는 가족 분리의 근거로 사용되었다. 2018년 4월, 밀러와 진 해밀턴은 기관들에게 체포 및 석방을 중단하도록 지시하는 대통령 각서를 작성했다. 그들은 또한 세션스 법무장관의 서한을 작성하여 DHS에 의해 불법 입국으로 체포된 모든 성인을 기소하는 것을 목표로 하는 "무관용" 정책을 명확히 했다. 밀러는 타임스에 유권자들이 백악관을 "90 대 10"으로 지지할 것이라고 말했다. 밀러가 타임스와의 공식 인터뷰를 한 후, 백악관은 타임스에 팟캐스트인 더 데일리에 인터뷰의 일부를 공개하지 말 것을 요청했고, 타임스는 그 요청에 응했다.
2018년 7월, 백악관 고위 관리인 제니퍼 아란히오는 미국이 세계 이주 협약(국제 이주의 모든 측면을 전체적이고 포괄적인 방식으로 다루는 것을 목표로 하는 유엔 계획)에 잔류해야 한다고 주장하고, 밀러가 자금을 중단하려 했던 국무부 난민국을 옹호하며, 밀러가 트럼프에게 제시한 난민에 대한 오해의 소지가 있는 정보를 수정했다는 이유로 해고되었다.
2018년 미국 중간선거를 앞두고 밀러는 트럼프의 메시지에 큰 영향을 미쳤으며, 이는 이민에 대한 두려움을 조장하는 데 초점을 맞추었다. 트럼프의 당은 이 선거에서 하원 의석 40개를 잃었는데, 부분적으로는 복스 작가 다라 린드에 따르면 트럼프와 밀러의 이민에 초점을 맞춘 "마지막 주장"이 미국에서 다수의 지지를 얻지 못한 "백인 정체성 정치"에만 호소했기 때문이다. 2019년 1월, 밀러는 트럼프가 의회에 국경 장벽 건설 자금 지원에 대한 지지를 얻기 위해 일부 이민자에게 보호를 부여하자는 제안의 일부로 보호를 받을 이민자 수를 줄인 것으로 알려졌다.
밀러는 2019년 4월 7일 국토안보부 장관 커스틴 닐슨의 사임에 중심적인 역할을 한 것으로 알려졌으며, 이는 이민에 대한 트럼프 행정부의 "더 강경한" 접근 방식을 향한 대대적인 부서 개편의 일환이었다. 닐슨은 밀러가 지지한 계획에 반대했는데, 이 계획은 트럼프 행정부가 미국 10대 주요 도시에서 미등록 이민자 가족을 대량 체포하는 것을 목표로 했다. 쿼츠는 밀러가 국경 체포 및 망명 신청자에 대한 정보를 의도적으로 워싱턴 이그재미너에 유출하여 신문이 닐슨을 비판하는 충격적인 반이민 기사를 게재하도록 했다고 보도했다. 닐슨의 사임은 밀러가 DHS에서 시작한 숙청으로 이어졌고, 이로 인해 로널드 비티엘로 (미국 이민세관집행국 (ICE) 국장 대행)와 프랜시스 시스나 (이민 서비스 국장)가 해임되었다. 이로써 밀러는 매튜 알벤스와 같은 충성스러운 인물들을 기관에 배치할 수 있었고, 알벤스는 ICE 국장 대행이 되었다.
아부 바크르 알바그다디의 암살 후, 밀러는 2022년 책 성스러운 맹세에서 전 국방부 장관 마크 에스퍼에 따르면 "알바그다디의 머리를 돼지 피에 담가 다른 테러리스트들에게 경고하기 위해 퍼레이드"할 것을 제안했다고 한다. 에스퍼는 밀러의 아이디어를 "전쟁범죄"라고 불렀으며, 밀러는 이러한 일이 일어난 적이 없다고 부인했다. 트럼프 행정부 재직 중 밀러는 자신을 "엄청난 팬"이라고 묘사한 영국 외무장관 보리스 존슨과 여러 차례 만났다. 백악관 외부에서 열린 이 회의에서 밀러와 존슨은 "연설문 작성 아이디어와 조언을 교환했다." 밀러는 2019년 10월 케빈 맥알린넌 국토안보부 장관 대행의 사임에 반대했다. 2019년, 밀러는 이민 포트폴리오를 부여받은 재러드 쿠슈너와 협력하기 시작했는데, 밀러는 쿠슈너의 이민 계획 중 망명 및 가족 구금과 관련된 부분을 작성했다.
2020년 코로나19 범유행 동안, 유출된 대화에 따르면 밀러는 팬데믹으로 인해 부과된 일시적인 국경 제한을 장기적으로 이민을 제한하는 데 사용하기를 원했다. 이메일은 밀러가 2019년에 국경 제한을 시행하기 위해 공중 보건 권한을 사용하려고 시도했음을 보여주었다. 밀러는 또한 트럼프에게 코로나바이러스 확산을 막기 위한 마스크 착용을 공개적으로 지지하지 말라고 조언했다. 뉴욕 타임스에 따르면, 2020년 봄 밀러는 국토안보부에 멕시코와 미국 국경 전체를 봉쇄하기 위해 미군을 사용하는 계획을 개발하도록 요청했다. 정부 관리들은 그러한 계획이 약 250,000명의 병력, 즉 현역 육군의 절반 이상을 배치해야 할 것이며, 이는 남북 전쟁 이후 미국 내에서 미군이 가장 크게 사용되는 사례가 될 것이라고 추정했다. 마크 에스퍼 국방부 장관은 이 계획에 반대했고, 결국 이 계획은 포기되었다.
2020년 선거 기간 동안 밀러는 트럼프가 재선되면 행정부가 망명을 제한하고, 피난처 도시 정책을 목표로 삼고, "여행 금지령"을 확대하며, 취업 비자를 줄일 것이라고 말했다. 그는 다른 정책들 중에서도 중앙아메리카 정부들과의 제3국 "망명 협력" 협정에 대한 행정부의 지지를 표명했으며, 재선되면 아프리카 및 아시아 국가들과도 그러한 정책을 추구할 것이라고 약속했다.

### 2020년 선거 번복 시도
트럼프가 2020년 선거에서 패배하고 법원이나 주 의회에서 결과를 뒤집는 데 실패한 후, 12월 14일 밀러는 텔레비전에서 "대체" 선거인단을 의회에 보낼 계획을 설명했다. 그날, 공식 선거인단 투표가 집계되는 동안, 공화당의 자칭 "대체 선거인단" 그룹은 7개 경합주에서 만나 사기성 확인 증명서를 작성했다. 이 대체 명단은 그들이 대표한다고 주장하는 주의 주지사나 국무장관의 서명을 받지 않았기 때문에 법적 효력이 없었지만, 2021년 1월 6일 의회가 선거인단 투표를 집계할 때 실제 결과에 대한 이의 제기로 제출될 수 있었다. 감시 단체 아메리칸 오버사이트는 2021년 3월에 이 문서를 공개했지만, 2022년 1월 1월 6일 위원회가 이를 조사하고 있다는 보도가 나오기 전까지는 거의 주목받지 못했다. 미시간주 법무장관 다나 네셀은 2022년 1월에 수개월간의 조사 끝에 미국 법무부에 형사 조사를 요청했다고 발표했다.
1월 6일, 트럼프는 2020년 선거가 도난당했다는 자신의 거짓 주장을 지지하기 위해 집회를 열었다. 밀러는 트럼프가 집회에서 발표할 연설문을 준비했다. 연설 중과 후에 많은 참석자들이 미국 의회 의사당으로 이동하여 습격했다.

### 브라이트바트 이메일
2019년 11월, 밀러가 2015년에서 2016년 사이에 브라이트바트 뉴스 작가 케이티 맥휴에게 보낸 900개 이상의 이메일이 유출되었다. 남부빈곤법률센터는 900개 이상을 받았으며, 그 중 최소 46개는 맥휴 본인이 제공했다. 이 이메일은 밀러가 백악관 정책과 브라이트바트의 인종 정치 보도 모두를 형성하려 했다는 폭로의 근거가 되었다. 이 이메일에서 밀러는 백인 민족주의 언론 매체인 아메리칸 르네상스와 VDARE, 인포워즈의 견해를 옹호했다. 그는 성자들의 수용소와 이민 연구 센터의 자료를 홍보했다.
폭로에 대한 대응으로 스테파니 그리샴 백악관 대변인은 SPLC를 "완전히 신뢰할 수 없고, 오래 전에 폭로된 극좌 성향의 중상모략 단체"라고 비난했다. 80명 이상의 민주당 의원들은 밀러의 이메일을 이유로 그의 사임을 촉구했다. 11월 13일, 알렉산드리아 오카시오코르테스 하원의원 (뉴욕주 민주당)은 11월 16일까지 20,000명 이상의 서명을 받은 청원을 시작했다. 더 데일리 비스트에 따르면, 밀러가 대통령 및 최고 참모들과의 관계를 알고 있는 7명의 "트럼프 행정부 고위 관료"들은 모두 개별적으로 더 데일리 비스트에 이 이야기가 밀러의 위치를 위태롭게 하거나 트럼프가 그를 좋게 보는 시각을 바꾸지 않았다고 말했다. 그 중 두 명은 헤이트워치 폭로가 밀러 최고 고문을 무너뜨리거나 약화시킬 수 있다는 단순한 제안에 말 그대로 웃었다. 2020년 7월, 밀러는 남부빈곤법률센터의 극단주의자 목록에 추가되었다.
2019년 4월, 일한 오마 하원의원은 국토안보부 개편에 대한 자신의 발언의 일환으로 밀러를 백인 민족주의자라고 불렀고, 이는 리 젤딘 하원의원과 도널드 트럼프 주니어를 포함한 여러 공화당원들의 강한 반발을 불러일으켰다. 그들은 밀러가 유대인이라는 이유로 그녀를 반유대주의라고 비난했다. 2019년 11월 남부빈곤법률센터의 폭로 이후, 오마르는 자신이 밀러를 백인 민족주의자라고 불렀던 4월 트윗을 다시 공유하며 "이제 그것을 증명할 이메일이 있다"고 덧붙였다.

## 행정부 사이 (2021년~2025년)
2021년 4월 7일, 밀러는 보수 법률 단체인 아메리카 퍼스트 법률 재단을 출범했다. 이 재단은 이전에 프로젝트 2025의 지지자로 자문 위원회에 등재되었으나, 나중에 삭제를 요청했다. 밀러 자신도 프로젝트 2025의 홍보 영상에 출연했다. 이 재단은 이민, 교육, 적극적 우대조치 및 트랜스젠더 권리를 포함한 주제에 대해 수십 건의 소송을 제기했다. 2022년 9월 8일, 밀러와 브라이언 잭은 2020년 미국 대통령 선거를 뒤집으려는 시도를 조사하는 연방 대배심에 소환되었으며, 특히 2021년 미국 국회의사당 습격에 중점을 두었다.
2023년, 밀러는 공화당 의원들이 예산 법안에 더 강력한 국경 정책을 삽입하도록 추진하는 데 핵심적인 역할을 했다. 2024년, 밀러는 공화당 상원의원 제임스 랭크퍼드가 제안한 초당적 국경 법안을 저지하는 데 상당한 노력을 기울였으며, 마이크 존슨 하원의장에게 정기적으로 전화했다. 트럼프의 2024년 대통령 선거 운동 기간 동안 밀러는 트럼프가 이민에 더 집중하도록 유도했다. 2024년 10월 27일, 밀러는 도널드 트럼프의 매디슨 스퀘어 가든 선거 운동 집회에서 연설하며 트럼프가 "카르텔은 사라지고, 범죄 이민자들은 사라지고, 갱단은 사라지고, 미국은 미국인만을 위한 나라라고 외칠 것"이라고 말했다.

## 트럼프 2기 행정부 (2025년~현재)

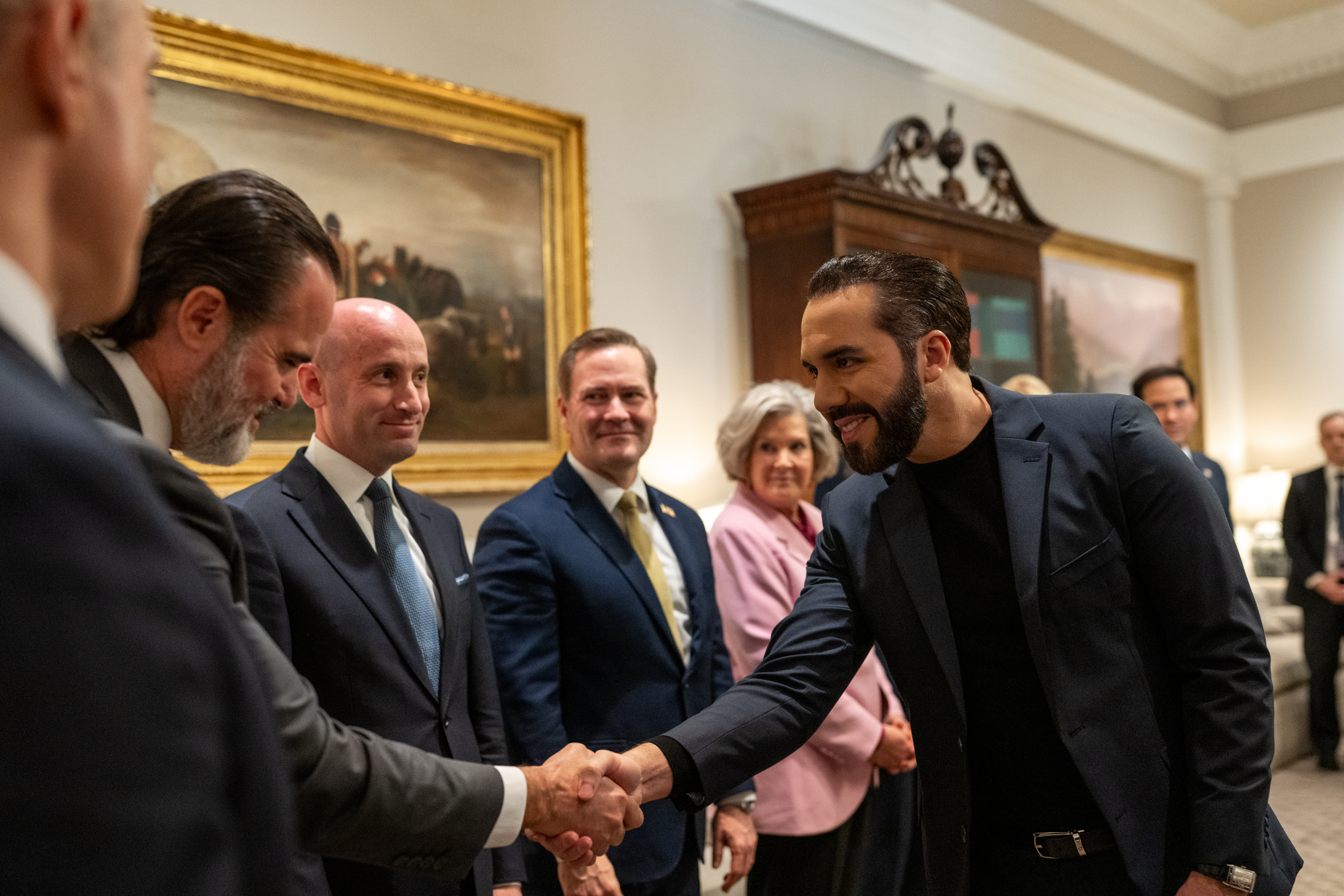
2025년 4월 14일 밀러와 나이브 부켈레 엘살바도르 대통령

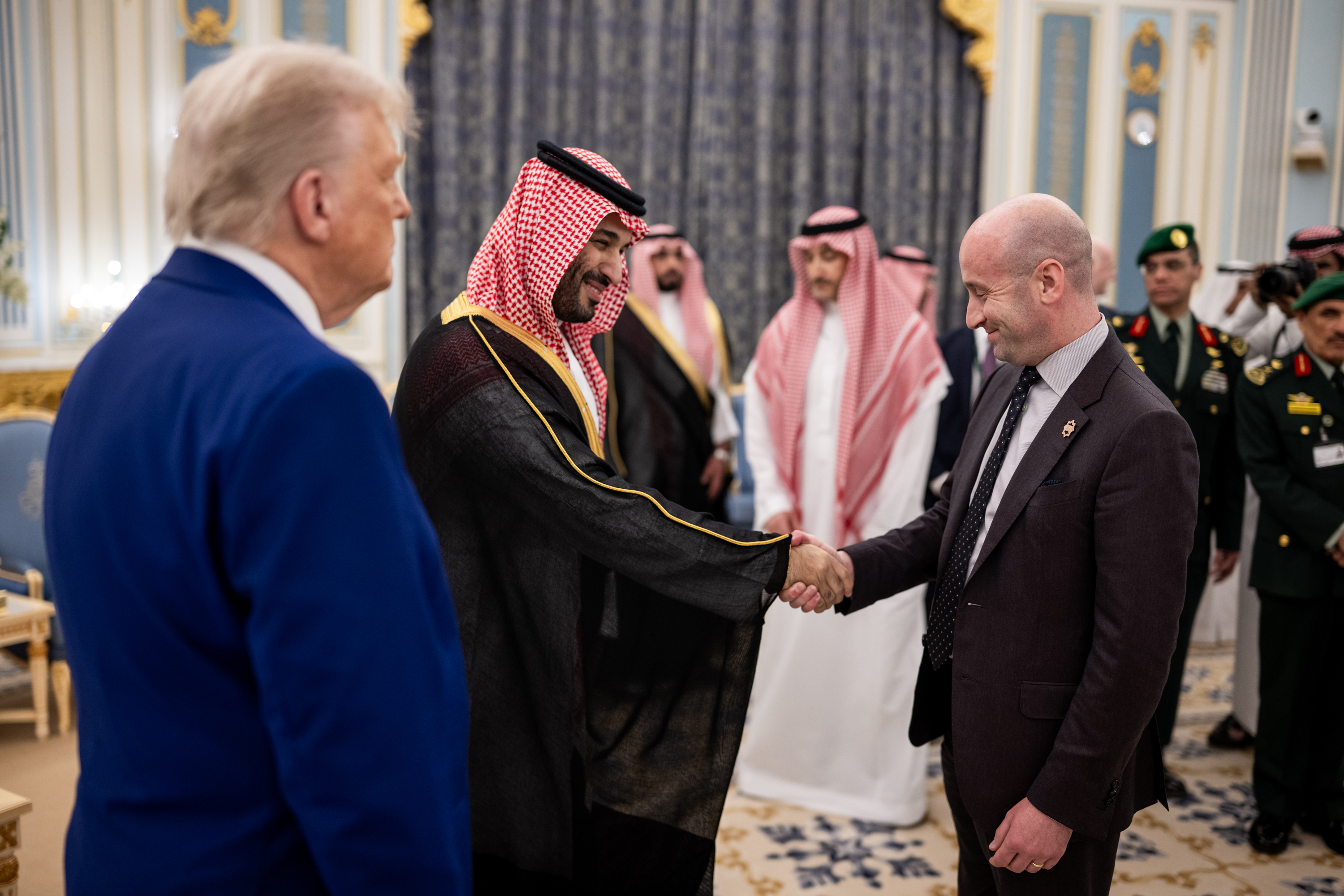
2025년 5월 13일 사우디아라비아 리야드에서 도널드 트럼프 대통령과 무함마드 빈 살만 알사우드 사우디 왕세자와 함께 있는 밀러

2024년 11월 13일, 트럼프는 밀러가 정책 담당 부비서실장 겸 국토안보보좌관으로 재직할 것임을 확인했다. 밀러는 2025년 1월 메타 플랫폼스 CEO 마크 저커버그와 만나 트럼프에게 더 유리한 정책을 채택하도록 압력을 가했다. 그는 일론 머스크와 긴밀한 관계를 발전시킨 것으로 묘사된다. 밀러는 트럼프 2기 행정부에서 가장 강력한 관리 중 한 명으로 묘사되었다. 2025년 6월 월스트리트 저널에 따르면, 밀러는 "트럼프가 서명한 모든 행정명령을 작성하거나 편집했다." 저널은 밀러의 포트폴리오가 "트럼프가 관심을 갖는 거의 모든 문제"를 다루고 있으며, "일부 내각 기관의 직책은 행정부 관리들에 의해 밀러에게 직접 보고하는 것으로 묘사되어 사실상 내각 장관들을 건너뛴다"고 보도했다.
밀러는 트럼프 행정부의 "존 혼란시키기" 전략의 핵심 인물이었으며, 새로운 지시와 정책 발표의 맹공격으로 트럼프의 반대자들을 압도하는 것을 목표로 했다. 밀러는 트럼프가 취임 첫날 서명한 대부분의 행정명령을 작성하거나 조정했는데, 여기에는 출생 시민권 종식 시도, 세계보건기구 탈퇴, 그리고 멕시코 마약 카르텔을 외국 테러 조직으로 지정하는 것이 포함된다. 2025년 2월, 밀러와 피터 나바로는 캐나다, 중국, 멕시코에 대한 관세 부과와 관련된 경제 논의의 주요 관리였다.
밀러는 법무부에 상당한 영향력을 행사했으며, 팸 본디 법무장관은 주로 실행 역할을 맡았다. 밀러는 연방 판사들을 "마르크스주의 판사"라고 비난하며 그들이 미국 대통령의 권한을 제한함으로써 "사법 쿠데타"를 자행하고 있다고 주장했다. 2025년 3월, 연방 판사가 트럼프 행정부에 엘살바도르로 향하는 추방 이민자 비행기를 되돌리라고 명령한 후, 밀러는 비행기가 계속되도록 밀어붙였다. 밀러는 대학들이 반유대주의를 억제하고 유대인 학생들을 보호하는 데 충분한 노력을 기울이지 않는다고 주장하며 트럼프 행정부의 고등 교육에 대한 조치의 주요 인물이 되었다. 이 조치에는 정책 변경을 요구하기 위한 대학 연방 자금 회수, 외국인 학생 체포, 학생 단체 구성 변경 요구 등이 포함되었다.
2025년 5월, 밀러는 이민 소송과 관련하여 "인신보호 영장은 침략 시기에 정지될 수 있다"고 말했으며, 트럼프 행정부가 "법원이 옳은 일을 하는지 여부에 따라" 그러한 정지를 "적극적으로 검토하고 있다"고 말했다. 미국 헌법 제1조는 "반란 또는 침략의 경우 공공 안전이 요구하는 때를 제외하고는" 그러한 정지를 금지한다. 그는 나중에 5월에 이민세관집행국 본부를 방문하여 관계자들에게 추방 속도를 높이도록 촉구했다. 밀러와 마코 루비오 국무장관은 미국 내 중국 유학생의 비자를 취소하고 그들에 대한 제한을 강화하는 준비에 참여했다. 5월 후반에 루비오는 미국 정부가 "중국공산당과 연관된 중국 유학생 또는 주요 분야를 공부하는 학생들을 포함하여 비자를 적극적으로 취소할 것"이라고 발표했으며, 또한 미국이 중국 및 홍콩からの 모든 향후 비자 신청에 대한 심사를 강화할 것이라고 발표했다. 밀러는 2025년 6월 로스앤젤레스 시위에 대한 연방 정부의 대응을 조율했으며, 국방부를 포함한 기관에 명령을 내렸다.
최근 보도에 따르면 밀러는 ICE 추방 노력에 기술을 제공하는 회사인 팔란티어에 상당한 재정적 지분을 가지고 있으며, 이는 윤리 전문가들 사이에서 이해 상충에 대한 우려를 제기하고 있다.

## 언론 출연
2016년 2월 8일, 밀러는 인포워즈와의 인터뷰에 참여하여 이민과 환태평양 경제 동반자 협정에 대한 사이트와 소유주인 앨릭스 존스의 보도를 칭찬했다.
2017년 2월 CBS 페이스 더 네이션에 출연한 밀러는 트럼프의 여행 금지령을 막은 연방 법원들을 비판하며 사법부가 "너무 많은 권력을 가져갔고, 많은 경우에 최고 정부 기관이 되었다. ... 우리의 반대자들, 언론, 그리고 전 세계는 우리가 더 많은 조치를 취하기 시작하면서 대통령이 우리나라를 보호할 권한이 매우 중요하며 의문시되지 않을 것임을 곧 보게 될 것이다"라고 말했다. 밀러의 주장은 케이토 연구소의 일리야 샤피로와 같은 법률 전문가들의 비판을 받았다 (샤피로는 행정부의 발언이 사법부에 대한 대중의 신뢰를 훼손할 수 있다고 말했다). 코넬 대학교 법학대학원 교수 젠스 데이비드 올린은 이 발언이 헌법에 명시된 "삼권분립에 대한 터무니없는 이해 부족"을 보여준다고 말했다. 같은 출연에서 밀러는 2016년 대통령 선거에서 상당한 유권자 사기가 있었고 "수천 명의 불법 유권자가 뉴햄프셔주로 버스로 실려 왔다"고 거짓 주장했다. 밀러는 이러한 주장을 뒷받침할 어떤 증거도 제시하지 않았다. 워싱턴 포스트의 글렌 케슬러는 밀러가 부정 선거에 대해 여러 차례 거짓 또는 근거 없는 주장을 했다는 사실을 발견했다.
2018년 1월 7일, 밀러는 CNN의 제이크 태퍼의 스테이트 오브 더 유니언에 출연했다. 인터뷰 도중 밀러는 마이클 울프의 책 "화염과 분노"에 나오는 트럼프 타워 회동에 대한 스티브 배넌의 발언을 "괴물 같다"고 말했다. 밀러는 계속해서 "대통령은 부시 왕조를 무너뜨리고, 클린턴 왕조를 무너뜨리고, 전체 미디어 복합체를 무너뜨린 정치 천재이다"라고 말했다. 태퍼는 밀러가 질문을 회피하고 있다고 비난했고, 밀러는 CNN의 뉴스 방송사로서의 정당성에 의문을 제기했으며, 인터뷰가 점점 더 논쟁적이 되어 두 참가자가 서로를 방해하자 태퍼는 인터뷰를 종료하고 다음 뉴스 기사로 넘어갔다. 인터뷰가 끝난 후, 밀러는 CNN 스튜디오를 떠나기를 거부했고 경비원들에게 끌려 나가야 했다.
2019년 2월, 트럼프가 의회에서 거부당한 멕시코와의 남부 국경에 장벽 건설 자금을 확보하기 위해 국가비상사태를 선포하면서 논란이 일자, 밀러는 크리스 월러스와의 텔레비전 인터뷰에서 이 선포를 옹호했다.

### 짐 어코스타와의 토론
2017년 8월 2일, 밀러는 백악관 일일 브리핑에서 CNN의 짐 어코스타와 뜨거운 설전을 벌였다. 이는 합법 이민을 급격히 제한하고 영어 능력이 높은 이민자를 선호하는 트럼프 행정부의 RAISE Act 지지에 관한 것이었다. 아코스타는 이 제안이 이민에 관한 미국 전통에 어긋난다고 말하며 자유의 여신상이 미국으로 이민자들을 환영한다는 에마 라자루스의 "새로운 거상" 시 구절을 인용했다. 밀러는 자유의 여신상과 이민의 연관성에 대해 이의를 제기하며 "당신이 언급하는 그 시는 나중에 추가된 것으로, 실제로는 원래 자유의 여신상의 일부가 아니다"라고 지적했다. 밀러는 이민이 미국 역사 전반에 걸쳐 "밀물과 썰물처럼 변동했다"고 덧붙이며, 미국이 "짐 아코스타의 자유의 여신상 법률 정의를 충족하기 위해" 매년 몇 명의 이민자를 받아들여야 하는지 물었다.
워싱턴 포스트, 워싱턴 먼슬리, U.S. 뉴스 & 월드 리포트와 같은 여러 매체는 밀러가 자유의 여신상과 라자루스의 시를 구분한 것이 대안우파의 백인 우월주의 계층 사이에서 인기 있는 논점이었다고 보도했다. 워싱턴 포스트의 미셸 이 희 리는 "둘 다 자유의 여신상에 대해 완전히 옳지 않았다. ... 시 자체는 원래 동상의 일부가 아니었지만, 실제로는 1883년에 받침대 기금 모금을 돕기 위해 의뢰되었다"고 말했으며, "자유의 여신상에 노예제 폐지론적 메시지를 넘어 또 다른 의미를 부여했다"고 덧붙였다.

## 정치적 견해
밀러의 정치는 극우와 반이민으로 묘사된다. 밀러는 이민이 미국을 강화한다는 견해를 거부한다.
트럼프의 첫 임기 동안 그는 처음에는 모든 국내 정책을 설정하는 책임을 맡았지만, 곧 이민 정책만 담당하게 되었다. 그는 결과적으로 트럼프 행정부의 이민 정책을 가장 많이 형성한 고문으로 널리 인식되었다. 이러한 인식은 두 번째 임기 초반에도 계속되었고, 지지자뿐만 아니라 비판자들에게도 널리 인정되었으며, 그의 상당한 영향력도 주목받았다.

## 개인 생활
밀러는 유대인이다. 그는 2020년 2월 16일 트럼프 행정부 동료 관리인 케이티 월드먼과 결혼했다. 그들은 2020년 11월 선거 직후에 태어난 딸과 2022년 2월, 2023년 9월에 태어난 아들들을 두었다. 2025년 6월, 일론 머스크가 백악관을 떠날 준비를 하면서 케이티는 머스크의 DOGE 팀에서 자신의 직책을 떠나 개인적으로 그를 위해 일하기로 했다.
2018년 8월 13일, 폴리티코는 밀러의 삼촌인 데이비드 S. 글로서가 쓴 "스티븐 밀러는 위선적인 이민자이다. 나는 그의 삼촌이기 때문에 안다"는 제목의 에세이를 발표했는데, 이 에세이에는 현재 벨라루스에 있는 안토팔 마을에서 미국으로 이주한 글로서 가족의 역사가 자세히 담겨 있다.
공개된 자료에 따르면 밀러는 2016년까지 부모가 소유한 부동산 회사인 코더리 인크(Cordary Inc)의 브랜드인 캘리포니아 빌리지스(California Villages)의 부사장으로 등재되어 있었다.